# Bukit Melintang (Wampu)
Bukit Melintang is een bestuurslaag in het regentschap Langkat van de provincie Noord-Sumatra, Indonesië. Bukit Melintang telt 573 inwoners (volkstelling 2010).